# Parafia Matki Bożej Częstochowskiej w Przybędzy
Parafia rzymskokatolicka pw. Matki Bożej Częstochowskiej w Przybędzy – parafia w diecezji bielsko-żywieckiej, obejmująca swym zasięgiem miejscowość Przybędza. Utworzona 26 sierpnia 2013 roku – 30 lat po wybudowaniu tu kaplicy – poprzez wyodrębnienie jej z parafii św. Marcina w Radziechowach.